# Belmiro Braga
Belmiro Braga é um município brasileiro do estado de Minas Gerais. De acordo com o censo realizado em 2022 sua população era de 3 244.

## Geografia
O município localiza-se na Mesorregião da Zona da Mata e dista por rodovia 295 km da capital Belo Horizonte. 

### Rodovias
- BR-040
- MG-353

### Ferrovias
- Linha do Centro da antiga Estrada de Ferro Central do Brasil [7]

### Relevo, clima, hidrografia
A altitude da sede é de 500 m, possuindo como ponto culminante a altitude de 1048 m. A temperatura média anual em torno de 19°C, com variações entre 14°C (média das mínimas) e 24°C (média das máximas). O município faz parte da bacia do rio Paraíba do Sul, sendo banhado pelo rio Preto e pelo ribeirão do Divino Espírito Santo, subafluentes do rio Paraíba do Sul (ALMG).

### Demografia
Dados do Censo - 2000
População Total: 3.400
- Urbana: 1.096
- Rural: 2.304
- Homens: 1.719
- Mulheres: 1.681
- População residente - Branca: 1.453 pessoas
- População residente - Negra: 931 pessoas
- População residente - Parda: 1.016 pessoas
- População residente alfabetizada: 2.767 pessoas
- Eleitorado: 2.727 Eleitores
- Nascidos vivos e registrados nesta cidade: 43 pessoas
- Rendimento nominal mensal até 1/4 do salário mínimo: 115 pessoas
- Rendimento nominal mensal de mais de 30 salários mínimos: 1 pessoas

(Fonte: http://www.informacoesdobrasil.com.br/dados/minas-gerais/belmiro-braga/ )
Densidade demográfica (hab./km²): 8,66 hab./km2
Mortalidade infantil até 1 ano (por mil): 24,1
Expectativa de vida (anos): 71,6
Taxa de fecundidade (filhos por mulher 2000-2010): -0,07
Taxa de Alfabetização: 83,4%
Índice de Desenvolvimento Humano (IDH-M): 0,735
- IDH-M Renda: 0,618
- IDH-M Longevidade: 0,776
- IDH-M Educação: 0,812

(Fonte: PNUD/2000)

## História
A cidade originou-se do povoado de Vargem Grande, surgido às margens do Caminho Novo e elevado a condição de distrito de paz em 1857. Em 1943 tornou-se distrito de Juiz de Fora com o nome de Ibitiguaia, vindo a se emancipar em 1962 com o nome atual .